# CBR Fashion Holding
Die CBR Service GmbH (Eigenschreibweise: CBR)  mit Sitz in Isernhagen ist ein Modeunternehmen mit den Marken Street One, Cecil und Street One Men.
Das Unternehmen ist in Deutschland und in vielen anderen europäischen Ländern tätig. Insgesamt beliefert CBR rund 8.200 Verkaufsstellen in 19 Ländern.

## Geschichte
Detlev Meyer hatte zusammen mit seinem Geschäftspartner Friedhelm Behn ab 1980 die Gesellschaft aufgebaut. 1983 folgte die Etablierung der Marke „Street One“, die zunächst in Warenhäusern wie Karstadt und Kaufhof zu finden war. 1989 folgte die Einführung der Marke „Cecil“. 1994 startete Street One ein einheitliches Ladenbausystem. In Hannover und Köln wurden die ersten „Street One“-Shops eingerichtet, in Salzburg eröffnete der erste „Street One“-Store. 1996 ging auch Cecil diesen Weg, der erste Store wurde in Frankenberg eröffnet. Weitere Shops und Stores wurden dann in großen Metropolen errichtet, denen Geschäfte auch in kleineren Städten folgten.
2004 verkauften Meyer und Behn die CBR Holding GmbH mit rund 1000 Textilläden und 600 Mio. Umsatz an die Finanzinvestoren Cinven und Apax, welche sie im April 2007 an die schwedische EQT veräußerten.
2011 begannen die Marken der CBR mit eigenen E-Commerce-Shops. Im Juli 2012 wurde das neue Ladenbaukonzept von Street One und Cecil präsentiert, und aus dem CBR eigenen Vermarktungskonzept, ehemals CBR Companies, wurde Favors! by cbr. 2013 übernahm CBR 34 Flächen und ergänzte das Partnersystem durch eigenen Retail. 2014 übernahm CBR weitere 22 Stores in Eigenregie und betreibt derzeit insgesamt 71 Flächen.
Im Juni 2015 erfolgte ein Formwechsel die CBR Fashion Holding GmbH zur CBR Fashion Holding AG; zu dem Zeitpunkt war zeitweise ein Börsengang angedacht.
Anfang des Jahres 2016 erfolgte ein erneuter neuer Formwechsel zur CBR Fashion Holding GmbH nach Maßgabe des Beschlusses der Hauptversammlung vom 19. Januar 2016.
2018 wurde CBR Fashion Group vom schwedischen Investor EQT an den britischen Finanzinvestor Alteri verkauft. Hinter Alteri steht das amerikanische Private-Equity-Unternehmen Apollo Global Management.
2019 begannen die Marken der CBR mit der Produktion von Handtaschen.
2019 wurde der ehemalige Sitz in Celle der CBR Fashion Holding nach Isernhagen verlegt und als CBR Service GmbH eingetragen.
2021 wurde die Marke Street One Men eingeführt.

## Marken

### Street One

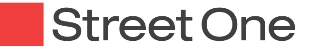
Logo der Marke Street One

Standorte von CBR in Mitteleuropa, Stand: 2007

Die Marke Street One wurde im Jahr 1983 gegründet und war die erste Marke der CBR Fashion Holding. Die Marke richtet sich an Frauen. Es existieren mehr als 4600 Verkaufsflächen in ganz Europa. Jährlich werden zwölf monatliche Modekollektionen vermarktet.

### Cecil

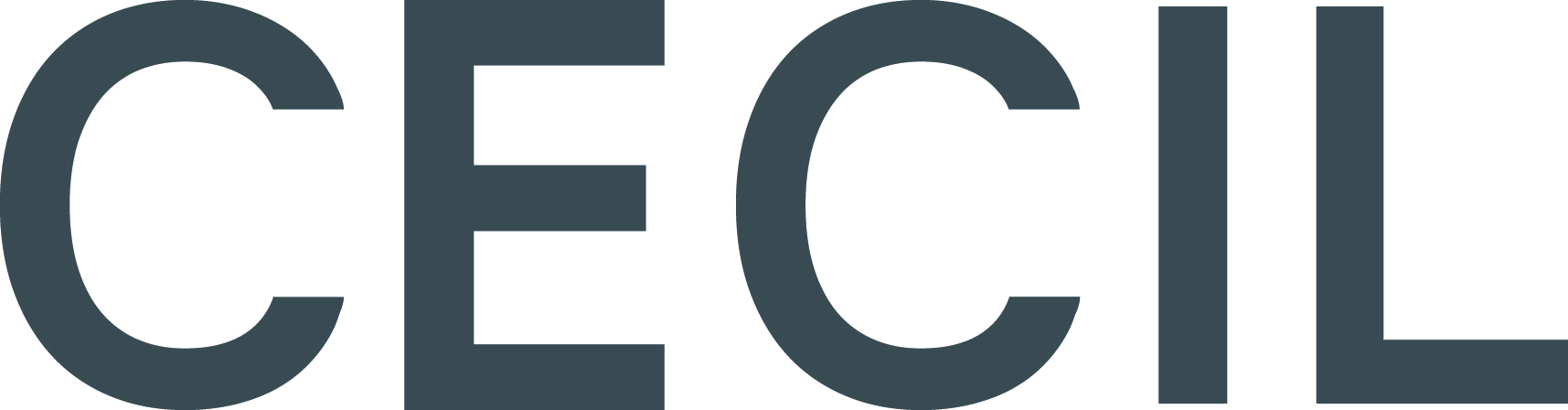
Logo der Marke CECIL

Die Marke CECIL wurde im Jahr 1989 gegründet und war die zweite Marke der CBR Fashion Holding, ebenfalls für Damenmode. Es existieren mehr als 3800 Verkaufsflächen in ganz Europa. Jährlich werden zwölf monatliche Modekollektionen vermarktet.
Street One Men
Die Marke Street One Men wurde im Jahr 2021 gegründet und ist die dritte Marke der CBR Fashion Group. 
Street One Studio
Im September 2024 startete die CBR Fashion Group mit der vierten Marke Street One Studio. Diese richtet sich an eine jüngere Zielgruppe als Street One. 